# Aniara (opera)

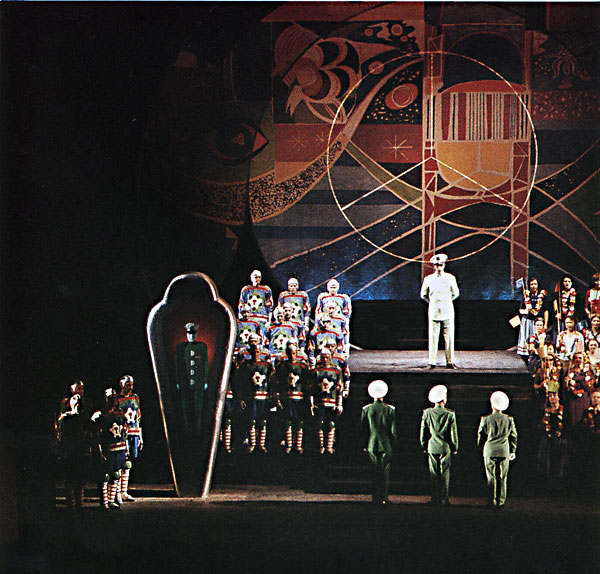
Premiäruppsättningen på Kungliga Operan 1959. Dekor av Sven Erixson.

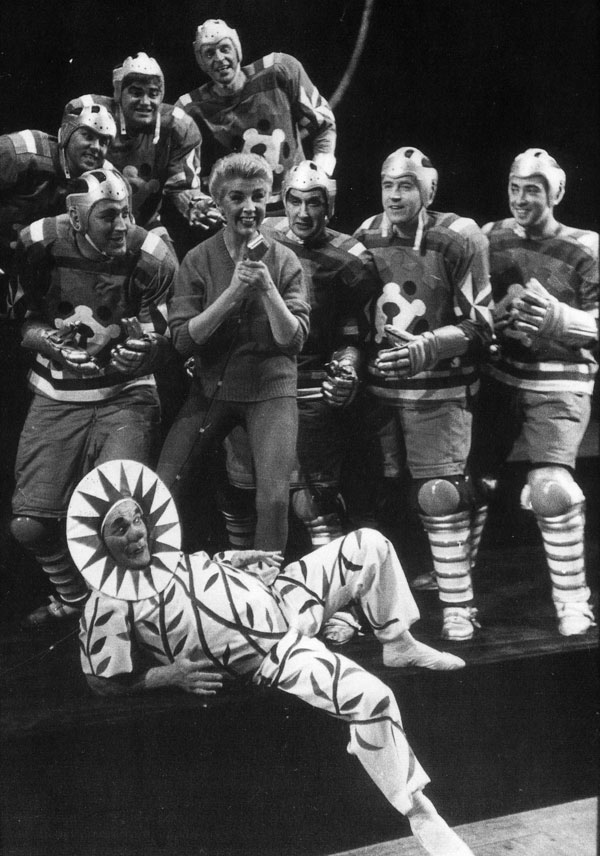
Kjerstin Dellert och Olle Sivall i urpremiärföreställningen på Kungliga Operan 1959.

Aniara, med undertiteln En revy om människan i tid och rum, är en svensk opera i två akter (sju tablåer) med musik av Karl-Birger Blomdahl och libretto av Erik Lindegren efter Harry Martinsons versepos Aniara .

## Historia
Aniara är en opera byggd på tolvtonsmusik men inte i konsekvent genomförd seriell teknik. Musiken innehåller även många folkliga inslag, till exempel av frälsningssång. Aniara är även den första opera med elektronisk musik, som i Mimascenerna.
Operan var den första science fiction-operan med en rymdfärd som tema. Den tillkom åren 1957–1958 och hade urpremiär på Kungliga Operan i Stockholm den 31 maj 1959. Den 23 oktober 1960 sändes Aniara i tv-teaterversion. År 1977 spelades operan på Malmö stadsteaters stora scen. Den sattes upp på Göteborgsoperan vid dess invigning den 15 oktober 1994 i regi av Marie Feldtmann. I maj 2017 återkom Aniara till Malmö Opera i regi av dess chefsdramaturg Stefan Johansson.

## Personer
- Den blinda poetissan (sopran)
- Daisi Doody/La Garçonne (sopran)
- Mimaroben (basbaryton)
- Chefone (bas)
- Chefstekniker 1 och 2 (tenorer)
- Chefstekniker 3 (baryton)
- Den blinde (tenor)
- Högkomikern Sandon (tenor)
- Isagel, pilot (dansös)
- Den stenstumt döve (stum roll, mimiker)

Kör av rymdkadetter, emigranter med flera.

## Handling
Handlingen utspelas ombord på rymdfarkosten Aniara i en avlägsen framtid, och kallas rymdopera. Den handlar om emigranter som lämnat den av miljöförstöring och kärnvapenkrig förstörda jorden och är på väg till Mars och Venus då skeppet hamnar ur kurs.
Akt 1: I förspelet hörs en soloviolin signalera ANIARA och SOS med morsealfabetet. Emigranterna sjunger längtansfullt om den förstörda jorden. Mimaskötaren Mimaroben berättar om rymdtrafiken efter människans grymhet och förstörelse. Senare hålls en midsommarfest ledd av Daisy Doody och där Sandon framför sitt komiska nummer om Blärran. Rymdskeppet kastas plötsligt ur kurs och panik utbryter. Aniaras diktator Chefsone meddelar att skeppet är dömt till en evig resa till livets slut. Midsommarfesten fortsätter med tvekan och tilltagande desperation. I ett mellanspel beskriver Chefstekniker 1 Aniaras färd som "en liten blåsa i Guds andes glas". I Mimahallen presenterar Mimaroben sitt arbete med att sköta Mima och besjunger den kvinnliga piloten Isagel. Mima visar hur jorden sprängs sönder och passagerarna blir skräckslagna. Den stenstumt döve skildrar den stora staden Dorisburgs sprängning och Mima förmedlar en sista hälsning från den söndersprängda jorden.
Akt 2: Mima förklarar för Mimaroben att hon inte orkar leva längre efter jordens förstörelse och dör av sorg. Chefsone lägger skulden på Mimas död på Mimaroben och Isagel som förvisas. I spegelsalen uppträder efterhand olika sekter med orgier och domedagsprofetior. Den blinda Poetissan är ledare för ljuskulten som har ersatt den döda Mima. I ljusårssalen firas på ledningens order 20-årsminnet av avresan från jorden. En begravningsceremoni för den avlidne Chefstekniker 1 anordnas och han begravs under hedersbetygelser i rymden. När folket sjunger förklarar Den blinda Poetissan att hon sett ett under och himlens stad och får folket med sig i extatiskt rus. Chefsone återkallar till ordningen och Den blinda Poetissan förs bort. I slutscenen är det sista natten i Mimas sal och livet slocknar långsamt ut i rymdskeppet. Isagel som blivit frigiven dansar sin sista dans medan Den blinda Poetissan på avstånd hörs sjunga en sång om döden. Även Mimaroben har blivit frisläppt och kommenterar de sista händelserna ombord på Aniara. Den blinda Poetissans sång tystnar och ett främmande ljus kastas över de döda i rymdskeppet. I orkestern hörs samma morsesignaler som i förspelet.